# Victoria Decka
Victoria Decka (* ?) ist eine Leichtathletin aus dem westafrikanischen Staat Gambia, die sich auf die Kurzstrecke spezialisiert hat. Sie nahm an den Olympischen Spielen 1984 teil.

## Olympia 1984
Victoria Decka nahm bei den Olympischen Sommerspielen 1984 in Los Angeles an einem Wettbewerb teil:
- Im Wettbewerb 4-mal-100-Meter-Staffel lief sie zusammen mit Jabou Jawo, Amie N'Dow und Georgiana Freeman. Decka lief als Dritte der Staffel, die im Vorlauf mit 47,18 s Letzte wurde und sich damit nicht für das Finale qualifizieren konnte.